# Johann Schober
Johann Schober (14 novembre 1874 à Perg, Autriche -19 août 1932, à Baden bei Wien) est un officier de la police autrichienne et homme d'État qui a exercé les fonctions de chancelier à trois reprises.

## Biographie
Attiré par la criminologie, il choisit d'entrer dans la police et commence ainsi, en 1898, une carrière paisible au service juridique de la direction de la police viennoise, ponctuée  de stages dans plusieurs commissariat de la ville. En 1909, il est appelé au ministère de l'Intérieur. Il y reste jusqu'en mai 1913.
Schober est officier dans la police autrichienne dont il devient le président en 1918, peu avant la chute de la monarchie austro-hongroise. Après l’éclatement de l’empire austro-hongrois, il reste fidèle à l’Autriche : il assure la sécurité du départ de la famille royale du pays et reçoit des éloges pour sa modération et son rôle de le transfert du pouvoir en douceur.
Considéré comme un partenaire fiable par les Alliés, il est choisi, en 1921, pour mener un gouvernement de coalition regroupant le parti chrétien-social et les pan-germanistes… Il assume à la fois les fonctions de chancelier et de ministre des Affaires étrangères, ce qui lui permet de conclure le traité de Lány avec la Tchécoslovaquie : cet accord entraîne le chute de son gouvernement, en raison du retrait des pan-germanistes qui estiment celui-ci constitue un obstacle à une union ultérieure avec l’Allemagne.
Après la chute de son gouvernement, Schober reprend la tête de la police autrichienne : sa réputation de modération y est gravement mise en cause lors de la répression d’un mouvement ouvrier à Vienne qui cause cent morts parmi les manifestants.
Entre 1923 et 1932, il est le premier président de la Commission internationale de police criminelle (prédécesseur d'Interpol).
Schober redevient chancelier et ministre des Affaires étrangères de septembre 1929 à septembre 1930, puis vice-chancelier et ministre des Affaires étrangères de décembre 1930 à janvier 1932, dans les gouvernements de Carl Vaugoin, Otto Ender et Karl Buresch. En mars 1931, il accepte le projet d’une union douanière avec l’Allemagne, projet qui fait l’objet d’un veto en raison de l’opposition de la France et de la Tchécoslovaquie.

## Source
- (en) Cet article est partiellement ou en totalité issu de l’article de Wikipédia en anglais intitulé « Johann Schober » (voir la liste des auteurs).